# 1649
1649 (MDCXLIX) a fost un an comun al calendarului gregorian, care a început într-o zi de vineri.

## Nașteri
- 10 septembrie: Bernhard I, Duce de Saxa-Meiningen (d. 1706)

## Decese
- 30 ianuarie: Carol I al Angliei, Scoției și Irlandei, 48 ani (n. 1600)